# Скат Таранца
Скат Таранца (лат. Bathyraja taranetzi) — вид хрящевых рыб рода глубоководных скатов семейства Arhynchobatidae отряда скатообразных. Обитают в северной части Тихого океана. Встречаются на глубине до 1602 м. Их крупные, уплощённые грудные плавники образуют округлый диск с треугольным рылом. Максимальная зарегистрированная длина 77 см. Откладывают яйца. Представляют незначительный интерес для коммерческого промысла.

## Таксономия
Впервые вид был научно описан в 1983 году. Вид назван в честь советского ихтиолога Анатолия Яковлевича Таранца.

## Ареал
Эти скаты обитают в северной части Тихого океана в водах России (северные Курильские острова, Камчатка), США ( Алеутские острова), в Охотском и Беринговом море. Встречаются на внешней части континентального шельфа и в верхней части материкового склона на глубине от 81 до 1000 м, преимущественно между 150 и 500. В ходе исследований в мезобентали было зафиксировано 84,1 % особей этого вида. Эти скаты попадаются при температуре -0,2—3,56 °C (среднее значение 2,56 °C), при этом большая часть скатов (свыше 54,4 %) концентрировалась при низкой температуре (3—3,5 °C). По сравнению с прочими глубоководными скатами со схожим ареалом, это наиболее стенотермныйвид, температурный диапазон обитания составляет около 3,5 °C.  49,8 % особей было обнаружено на песчано-мелкогалечном дне, 35.4 % — на песчано-галечном и 4.8% — на песчаном.

## Описание
Широкие и плоские грудные плавники этих скатов образуют ромбический диск с широким треугольным рылом и закруглёнными краями.  На вентральной стороне диска расположены 5 жаберных щелей, ноздри и рот. На хвосте имеются латеральные складки. У этих скатов 2 редуцированных спинных плавника и редуцированный хвостовой плавник. Длина хвоста равна или превышает длину диска. Длина рыла составляет 1/2 или более длины от кончика рыла до пятой жаберной щели. Расстояние между глаз примерно в 4 раза меньше длины рыла. Хвост полностью покрыт шипами. Имеются крупные лопаточные шипы. Вдоль диска и хвоста пролегает непрерывный срединный ряд шипов. Область перед ртом на вентральной поверхности диска покрыта мелкими шипиками.
Дорсальная поверхность диска ровного тёмно-серого или тёмно- коричневого цвета, иногда с неявными тёмными отметинами. Вентральная сторона диска окрашена в белый цвет, края сероватые, иногда наблюдаются тёмные пятна с резко очерченными краями.
Длина и масса тела имеют высокую корреляцию. Максимальная зарегистрированная длина 77 см, а вес 2,4 кг. Обычно масса тела колеблется в пределах 0,5—1,5 кг, а длина 46—67 см.    

## Биология
Эмбрионы питаются исключительно желтком. Эти скаты откладывают яйца, заключённые в роговую капсулу с твёрдыми «рожками» на концах.  Поверхность капсулы покрыта мелкими шипиками. Длина капсулы составляет около 6,7 см , а ширина 4,7 см. Максимальная продолжительность жизни оценивается в 14 лет. Самцы и самки достигают половой зрелости при длине 108—116 см и 112—133 см в возрасте 8—9 лет  и 9—10 лет. Самцы и самки достигают половой зрелости в среднем при длине 58 см и 61,4 см в возрасте 9,1 и 9,6 лет соответственно. Наблюдается тенденция роста численности самок с увеличением длины рыб.
Эти скаты — бентофаги, их рацион в основном состоит из  донных (молодь  крабов-стригунов, бокоплавы, полихеты) и придонных ( креветки, головоногие моллюски) беспозвоночных. Преследуя свою жертву, эти глубоководные скаты способны подниматься в толщу воды и при необходимости довольно быстро плавать. Поскольку рот у скатов расположен на вентральной поверхности тела, охотясь за рыбами или кальмарами, они сначала наплывают на свою жертву, затем прижимают её ко дну и заглатывают.
На скатах Таранца паразитируют цестоды Halysioncum raschii.

## Взаимодействие с человеком
Эти скаты не являются объектом целевого лова. В настоящее время отечественная рыбная промышленность практически не использует скатов, тогда как в Японии и в странах Юго-Восточной Азии они служат объектами специализированного промысла. Печень годится для получения жира, который менее богат витаминами по сравнению с жиром акульей печени. Численность глубоководных скатов в прикамчатских водах достаточно велика. Наиболее эффективным орудием их промысла считаются донные яруса. Скаты Таранца в прикамчатских водах относятся к категории «обычных», поскольку частота их встречаемости в уловах колеблется в пределах 10—50 %. Они входят в десятку наиболее распространённых скатов в водах России. Согласно данным учётных траловых съёмок в прикамчатских водах (1977—1999) их биомасса составляла суммарно 17 400 тонн, включая 14500 тонн в Беринговом море и 2900 тонн у берегов Камчатки.  Несмотря на то, что скаты постоянно попадаются в качестве прилова при ярусном, траловом и снюрреводном промысле трески, палтусов и других донных рыб, их ресурсы у берегов Камчатки сегодня используются не полностью. Международный союз охраны природы присвоил этому виду охранный статус «Вызывающий наименьшие опасения».